# Chou (titul)
Chou (čínsky pchin-jinem hóu, znaky 侯) byl vysoký aristokratický titul v čínských státech, překládaný do evropských jazyků jako markýz, případně kníže. Titul je jedním z nejstarších a byl zařazen mezi tradiční patero titulů (kung, chou, po, c’, nan).

## Historie
Titul chou se objevil se v Číně za dynastie Šang, společně s titulem po jako hodnost vládců či správců závislých na Šanzích. Chou přitom měli užší vztahy k Šangům než po, snad proto, že byli jejich příbuzní, kdežto po nepříbuzní.
V čouském období patřil titul chou k nejvyšším aristokratickým hodnostem, k vysoké čouské aristokracii náleželi také nositelé titulů kung, po, c’ (子) a nan (男). Obecným termínem pro údělné vládce bylo ču-chou (諸侯, knížata, doslova „všichni chou“). Pozdější čínští historikové jejich tituly seřadili do systému patera titulů, ale v čouském období fakticky pevná hierarchie titulů neexistovala, samotné tituly byly s lehkostí zaměňovány a posmrtně polepšovány.
Patero titulů bylo:
1. kung (公, vévoda);
2. chou (侯, markýz);
3. po (伯, hrabě);
4. c’ (子, vikomt);
5. nan (男, baron).[1]

V říši Čchin existoval odlišný systém aristokratických titulů, v následující říši Chan byl titul chou zakladatelem říše Liou Pangem obnoven pro jeho zasloužilé generály, později ho dostávali i mladší synové knížat wang, významní úředníci, a příbuzní císařoven a vlivných eunuchů. Titul byl dědičký. Markýzů chou bylo více stupńů – sien-chou (縣侯, markýz okresu), siang-chou (鄉侯, markýz újezdu), tching-chou (亭侯, markýz obce), časem počet stupňů vyrostl až na devatenáct. Obecný termín pro markýzy všech úrovní byl čche-chou, později – kvůli tabuizaci vlastního jména císaře Wu-ti – změněný na lie-chou (列侯). Markýzové vyšších stupňů dostávali léno, jehož název byl součástí titulu (markýz okresu XY), nižní stupně nebyly spojeny s lénem. Vyšší stupně dostávali zejména generálové a úředníci za vynikající službu, nižší tituly dostávali osoby za přiměřené zásluhy, například za dodávky obilí v časech nouze.
V říši Wej byly tituly markýzů chou nejvyššími tituly dosažitelnými pro nečleny císařského rodu, udělováno bylo několik stupňů titulu:
- sien-chou (縣侯, markýz okresu), nejvyšší titul dosažitelný pro nečleny císařského rodu;
- siang-chou (鄉侯, markýz újezdu);
- tching-chou (亭侯, markýz obce);
- kuan-nej-chou (關內侯, markýz kraje Za průsmykem, či markýz oblasti Kuan-nej);
- ming-chao-chou (名號侯, volně „proslulý markýz“);
- kuan-čung-chou (關中侯, markýz kraje Uvnitř průsmyků, či markýz oblasti Kuan-čung);
- kuan-waj-chou (關外侯, markýz kraje Před průsmykem, či markýz oblasti Kuan-waj).[3]

V rámci systému devíti hodností měli markýzové okresu, újezdu a obce po řadě 3, 4 a 5 hodnost, markýzové oblasti Kuan-nej a nižší pouze 6 hodnost.
V říši Ťin (resp. koncem říše Wej) bylo obnoveno „patero titulů“, druhý nejvyšší z patera byl titul markýze chou (ve dvou stupních). Kromě toho zůstaly zachovány nižší tituly markýzů okresu, újezdu atd.
V tchangském období byl markýz okresu sien-chou sedmým z deseti aristokratických titulů. V říši Sung byl markýz chou devátý z dvanácti aristokratických titulů. V říši Jüan byl markýz komandérie ťün-chou pátý z osmi aristokratických titulů.
V říši Ming byly nečlenům císařského rodu udělovány některé z patera titulů, markýz chou (v několika stupních) byl druhý u nich. V říši Čching byl markýz chou také druhý nejvyšší titul pro nečleny císařského rodu.